# Parafia Narodzenia Najświętszej Maryi Panny w Bełchatowie
Parafia Narodzenia Najświętszej Maryi Panny w Bełchatowie – rzymskokatolicka parafia w centrum Bełchatowa, wchodząca w skład dekanatu bełchatowskiego archidiecezji łódzkiej.

## Historia kościoła i parafii
W miejscu obecnego kościoła w 1617 roku wybudowano drewniany kościół i klasztor zarazem. Murowany kościół wybudowano w 1721 roku.
Parafia została erygowana 25 czerwca 1893 roku przez biskupa Aleksandra Bereśniewicza, ordynariusza diecezji włocławskiej (kujawsko-kaliskiej),  poprzez wyłączenie się z parafii pw. "Wszystkich Świętych" w Grocholicach.

## Wyposażenie kościoła
W kościele zachował się późnobarokowy Ołtarz Wielki, a w nim obraz Matki Boskiej Częstochowskiej. Boczne pozłacane kolumny, dwie rzeźbione figury Aniołów oraz świętych Jacka i Bonawentury. Po bokach w nawie głównej znajdują się dwa ołtarze: św. Antoniego i św. Józefa. 

## Proboszczowie parafii
| ks. Leon Zaremba                                                        | 1893–1916                |
| ks. Józef Mańkiewicz                                                    | 1916–1920                |
| ks. Franciszek Jeliński                                                 | 1920–1929                |
| ks. Władysław Ciesielski                                                | 1929–1932                |
| ks. Franciszek Potapski                                                 | 1932–1942 (zm. w Dachau) |
| 1942–1945 kościół zamknięty z powodu okupacji niemieckiej ziem polskich |                          |
| ks. Henryk Rybus                                                        | 1945–1946                |
| ks. Wacław Sitek                                                        | 1946–1950                |
| ks. Marian Nowak                                                        | 1950–1959                |
| ks. Antoni Łukasik                                                      | 1959–1975                |
| ks. Aleksander Łęgocki                                                  | 1975–1998                |
| ks. Janusz Krakowiak                                                    | 1998–2013                |
| ks. Zbigniew Zgoda                                                      | od 2013                  |